# Nicolas Chapuy
Nicolas-Marie-Joseph Chapuy, souvent nommé simplement Nicolas Chapuy, né en 1790 à Paris et mort le 23 juillet 1858 dans la même ville, est un lithographe français, spécialisé dans le dessin de monuments.

## Biographie
Le jeune Chapuy se dirige d'abord vers les études scientifiques et entre à l'École polytechnique. Il se destine ensuite au génie maritime mais en est exclu pour ses opinions bonapartistes. Il vit d'expédients jusqu'à sa rencontre avec Théodore de Jolimont ; ce dernier lui propose de devenir son assistant pour une vaste série nommée Cathédrales françaises dessinées d’après nature et éditées par M. Leblanc et Godefroy Engelmann, et à laquelle collabora Jean-Baptiste Arnout.

## Œuvre

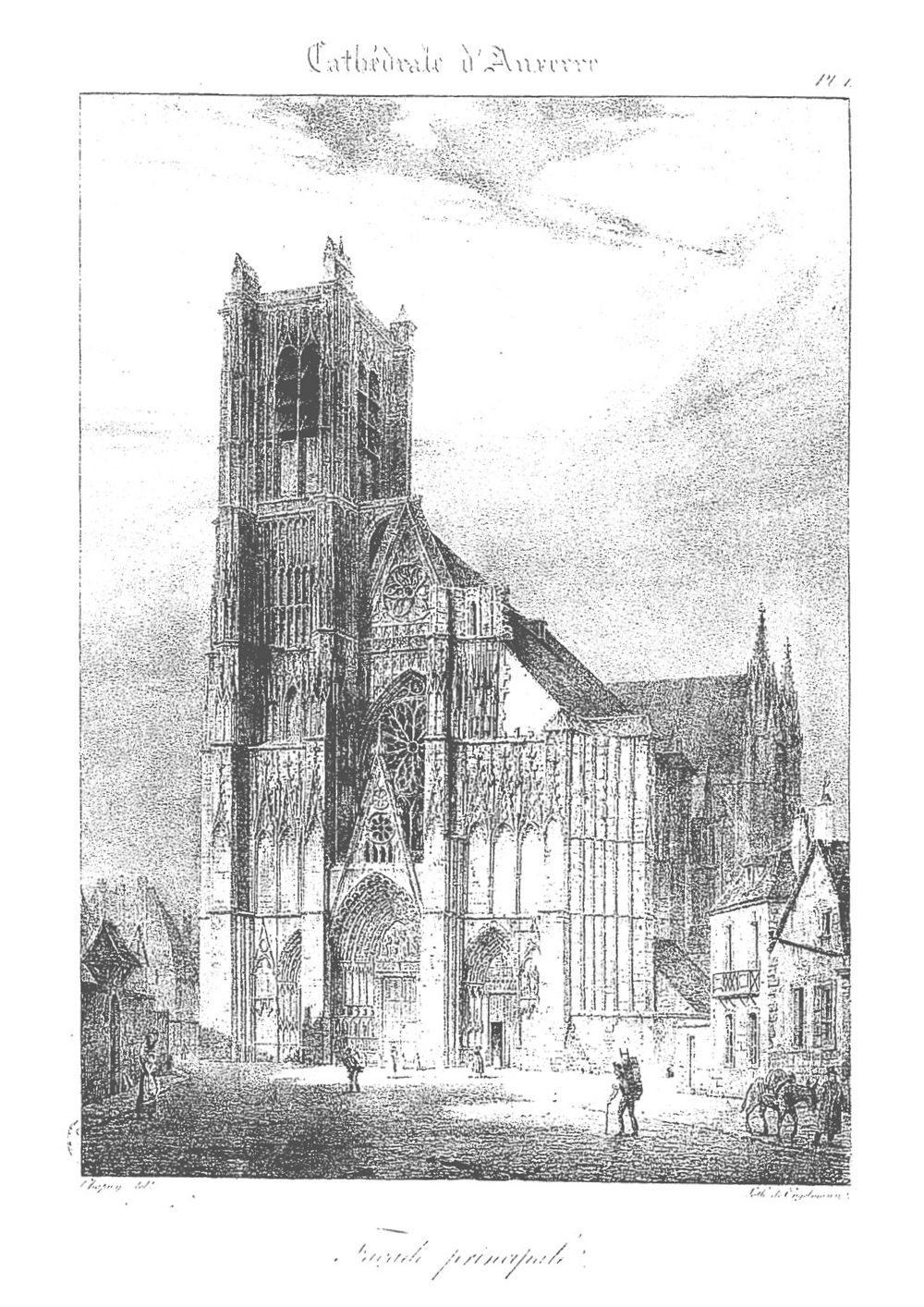
La cathédrale d'Auxerre, par Chapuy (1828).

L'œuvre majeure de Chapuy est la série de lithographies Cathédrales françaises dessinées d’après nature, qu'il commence avec Théodore de Jolimont, poursuit seul, enfin mène à son terme en formant des élèves. Chaque monographie comporte un court texte « historique et descriptif » associé à une dizaine de grandes planches.
Pour constituer, l'artiste a voyagé à travers toute la France. La première cathédrale lithographiée est celle de Paris, en 1823. De 1824 à 1828, sont décrits Amiens (1824), Orléans (1825), Reims (1826), Strasbourg (1827), Chartres, Auxerre et Sens (1828). En 1828, il visite et reproduit les cathédrales de Poitiers, Bordeaux, Arles et Albi, sans compter les églises de Nérac et Marmande. Puis la série continue avec Dijon (toujours en 1829), Autun (1830) et Senlis (1831).
À partir de 1840, Hauser, l'éditeur de Chapuy, lui demande d’élargir son champ d'action et l'envoie en Espagne, en Italie, en Allemagne, dans l'Empire austro-hongrois (Autriche, Slovénie) ; pour faire face à la masse de travail demandée, il commence à recruter et à former de plus jeunes artistes. Il fait ainsi preuve d'une subjectivité romantique très visible dans sa représentation du portail nord de la cathédrale de Chartres, par exemple.
La technique de Chapuy, plutôt que de dépeindre la totalité du monument de la manière la plus exhaustive possible, consiste à tenter de reproduire des « ambiances » : effets de clair-obscur, abondance de figurants, présence de nombreux détails décoratifs.
En dehors des cathédrales et autres monuments religieux, Chapuy dessine une grande diversité de monuments. Ainsi, en 1824, il publie un Voyage pittoresque de Lyon ancien et moderne.